# گرگ (اساطیر رومی)

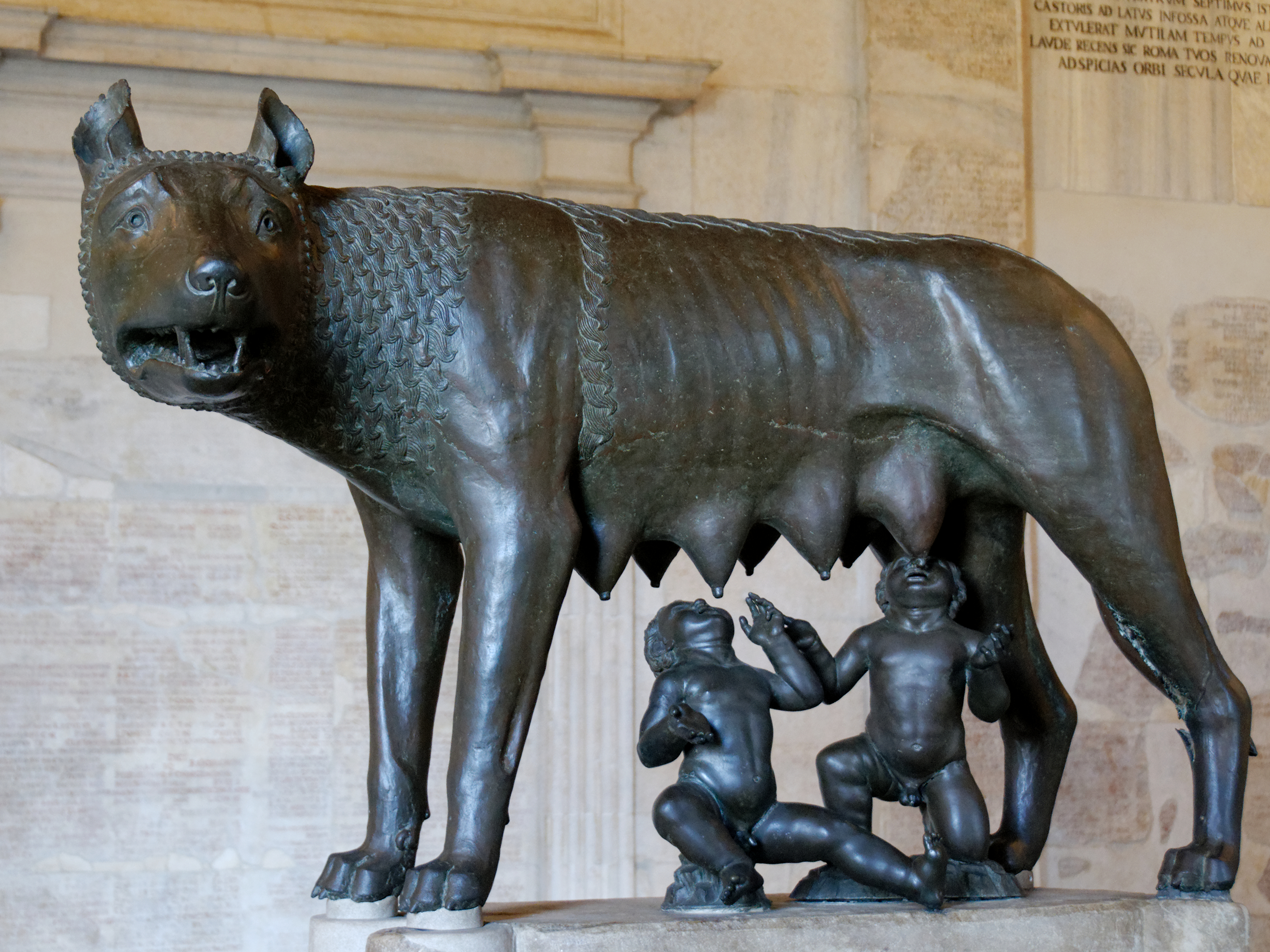
گرگ ماده در حال شیر دادن به دوقلوها

در افسانهٔ بنیان‌گذاری روم، ماده‌گرگ (که در لاتین به آن لوپا می‌گویند) گرگی ایتالیایی بود که از دو نوزاد دوقلو به نام‌های رومولوس و رِموس نگهداری کرد و به آن‌ها شیر داد. این دو نوزاد به فرمان پادشاه آمولیوس از شهر آلبا لونگا در طبیعت رها شده بودند تا بمیرند. ماده‌گرگ آن‌ها را در غارش، که «لوپرکال» نام داشت، پناه داد تا این‌که یک چوپان به نام فاوستولوس آن‌ها را پیدا کرد.
رومولوس بعدها بنیان‌گذار و نخستین پادشاه شهر رم شد و هر دو برادر در طول تاریخ به عنوان بنیان‌گذاران روم شناخته شدند. تصویر ماده‌گرگ که به این دو نوزاد شیر می‌دهد از زمان‌های باستان نمادی شناخته‌شده از روم بوده و یکی از مشهورترین نشانه‌های اسطوره‌های باستانی به‌شمار می‌رود.

## خاستگاه‌ها
شواهدی وجود دارد که نشان می‌دهد گرگ در میان اقوام باستانی ایتالیا جایگاه ویژه‌ای داشته است. یکی از افسانه‌ها روایت می‌کند که قوم هیرپینی این نام را به این دلیل گرفته‌اند که وقتی برای تأسیس نخستین مستعمرهٔ خود حرکت کردند، گرگی آن‌ها را به محل مورد نظرشان هدایت کرد (واژهٔ hirpus به معنای گرگ در زبان اسکی-اومبری).
افسانهٔ لوپرکال در مرکز روایت دوقلوها قرار دارد و احتمالاً از آن‌ها نیز قدیمی‌تر است. برای خدای رومی مارس، گرگ حیوانی مقدس است. همچنان بحث‌هایی دربارهٔ ارتباط این داستان با جشنوارهٔ باستانی لوپرکالیا وجود دارد.
در اسطوره‌شناسی یونانی، گفته می‌شود که مادر آپولون، یعنی لتو، برای فرار از هرا، او را در قالب یک ماده‌گرگ به دنیا آورد.

## شمایل‌شناسی

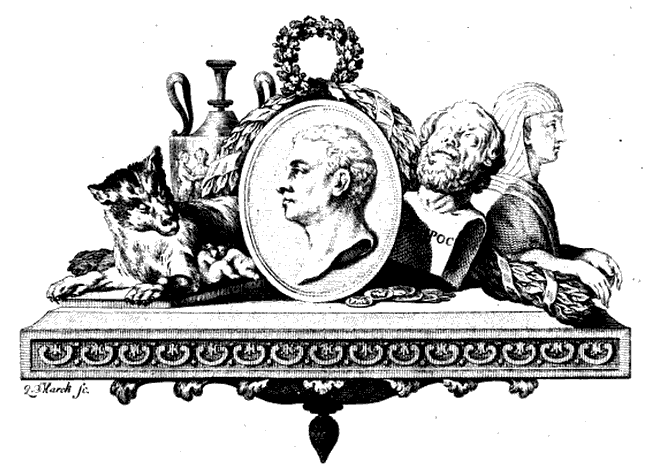
نقش‌برجستهٔ جلد نخست Geschichte der Kunst des Alterhums (سال ۱۷۷۶) اثر یوهان یواخیم وینکلمان. وینکلمان پیشگام در مطالعهٔ هنر یونانی-رومی و به‌ویژه هنر روم باستان بود. او در مرکز تصویر قرار دارد، با ماده‌گرگ در حال شیر دادن به دوقلوها، و هومر در نزدیکی او. ابوالهول و یک گلدان اتروسکی در پس‌زمینه دیده می‌شوند.

### نخستین بازنمایی

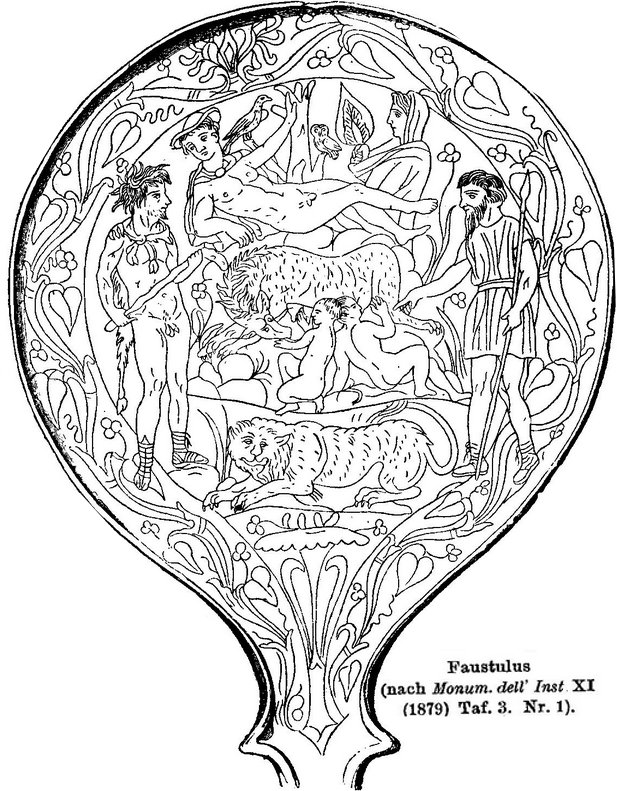
آینهٔ بحث‌برانگیز بولسنا.
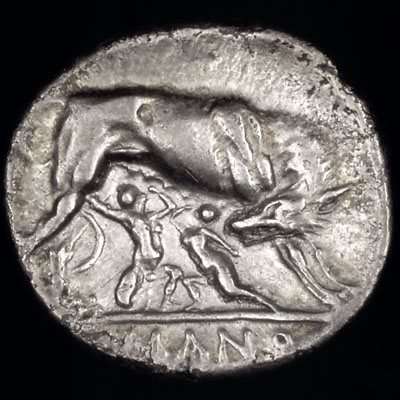
رومولوس و رموس. یک دیرخم نقره‌ای اولیه (۶٫۴۴ گرم). حدود ۲۶۹–۲۶۶ پیش از میلاد
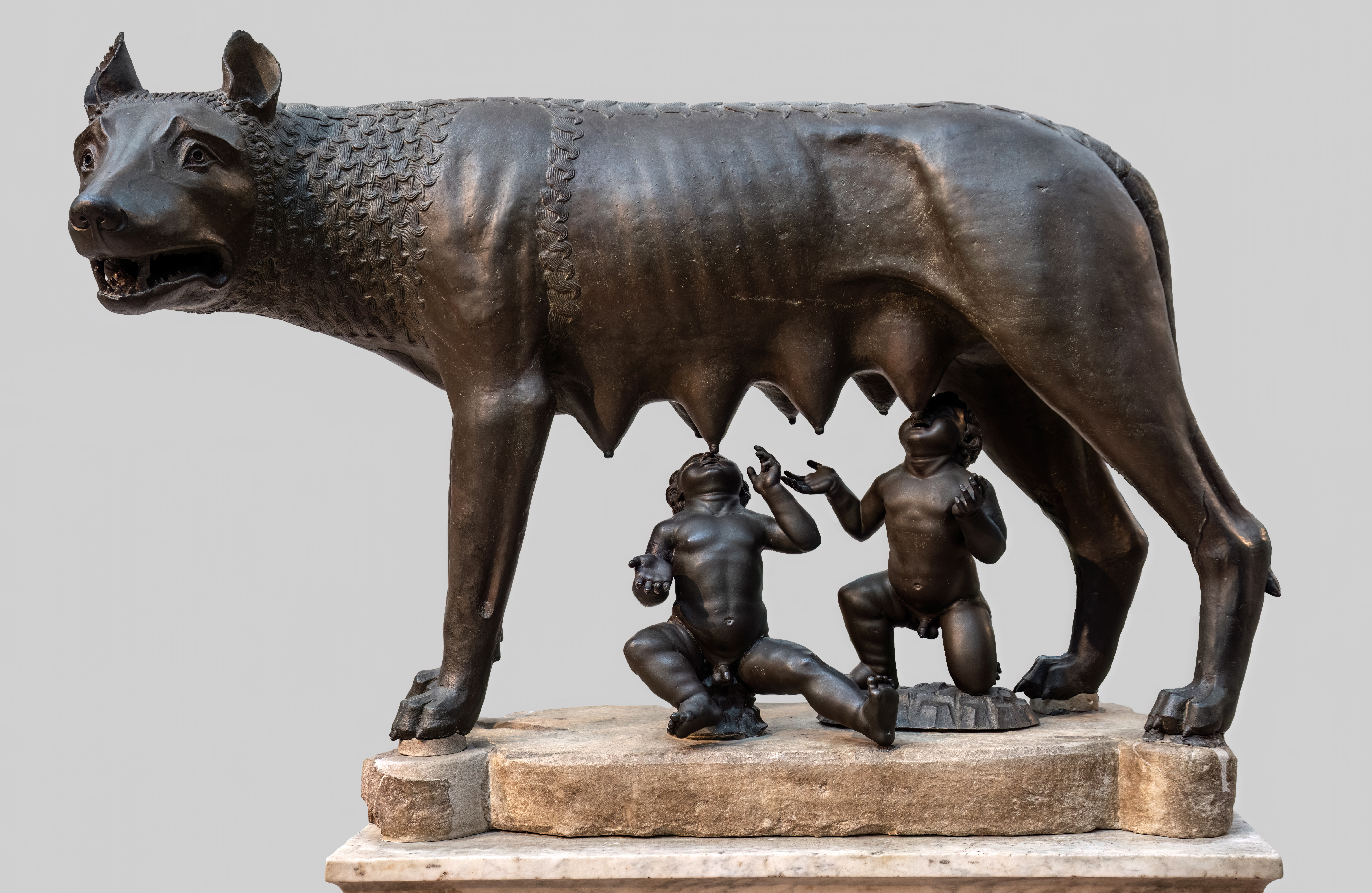
گرگ کاپیتول. منشاء باستانی آن اکنون مورد تردید است.

## نشان‌ها و نمادها

نشان خاندان باسکی آرینیو از نابارا
نشان خاندان باسکی آرتولاگیره از سان سباستیان
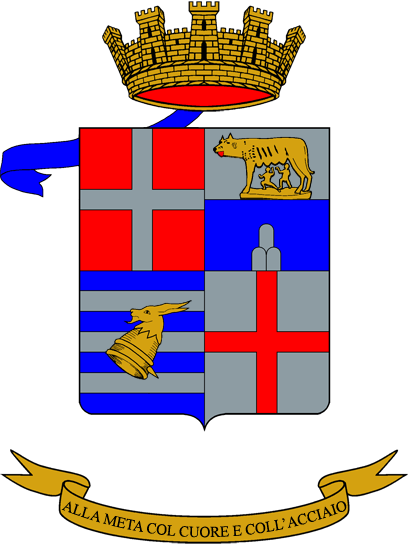
نشان گروه نهم توپخانه خودکششی ("برنرو") از نیروی زمینی ایتالیا
نشان کمون Caudebec-lès-Elbeuf در نرماندی، فرانسه
نشان شهرستان کلوژ، رومانی
نشان جراح و پزشکی زایمان ناپلئون بناپارت، بارون آنتوان دوبوا (۱۷۵۶–۱۸۳۷)
نشان کمون (فرانسه) استییاک در نوول-آکیتن، فرانسه
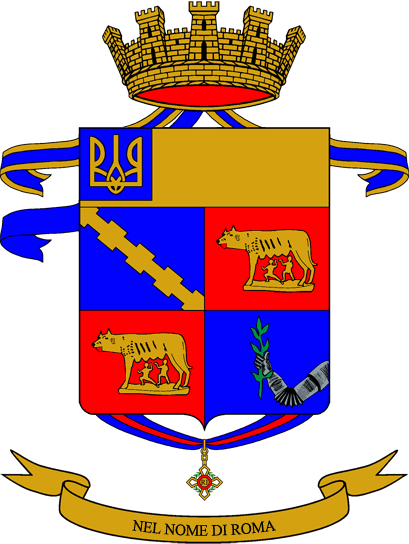
نشان هنگ ۸۰ پیاده‌نظام نیروی زمینی ایتالیا
نشان لا لوویر در والونی، بلژیک
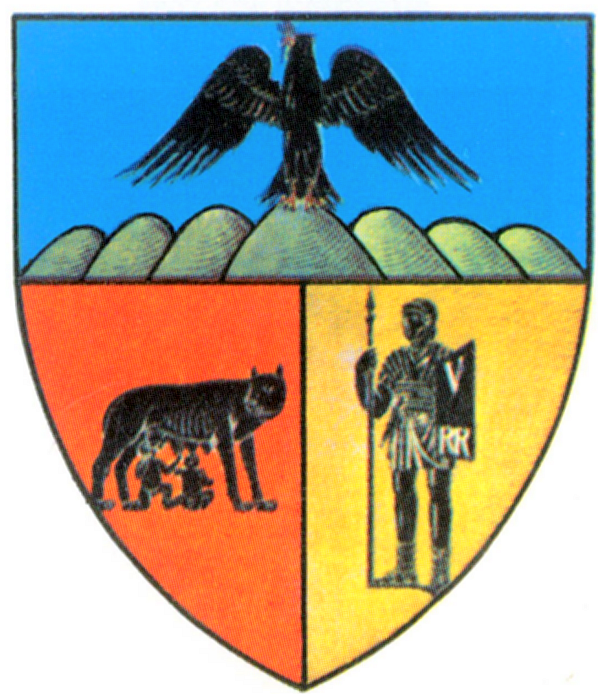
نشان شهرستان Năsăud، رومانی
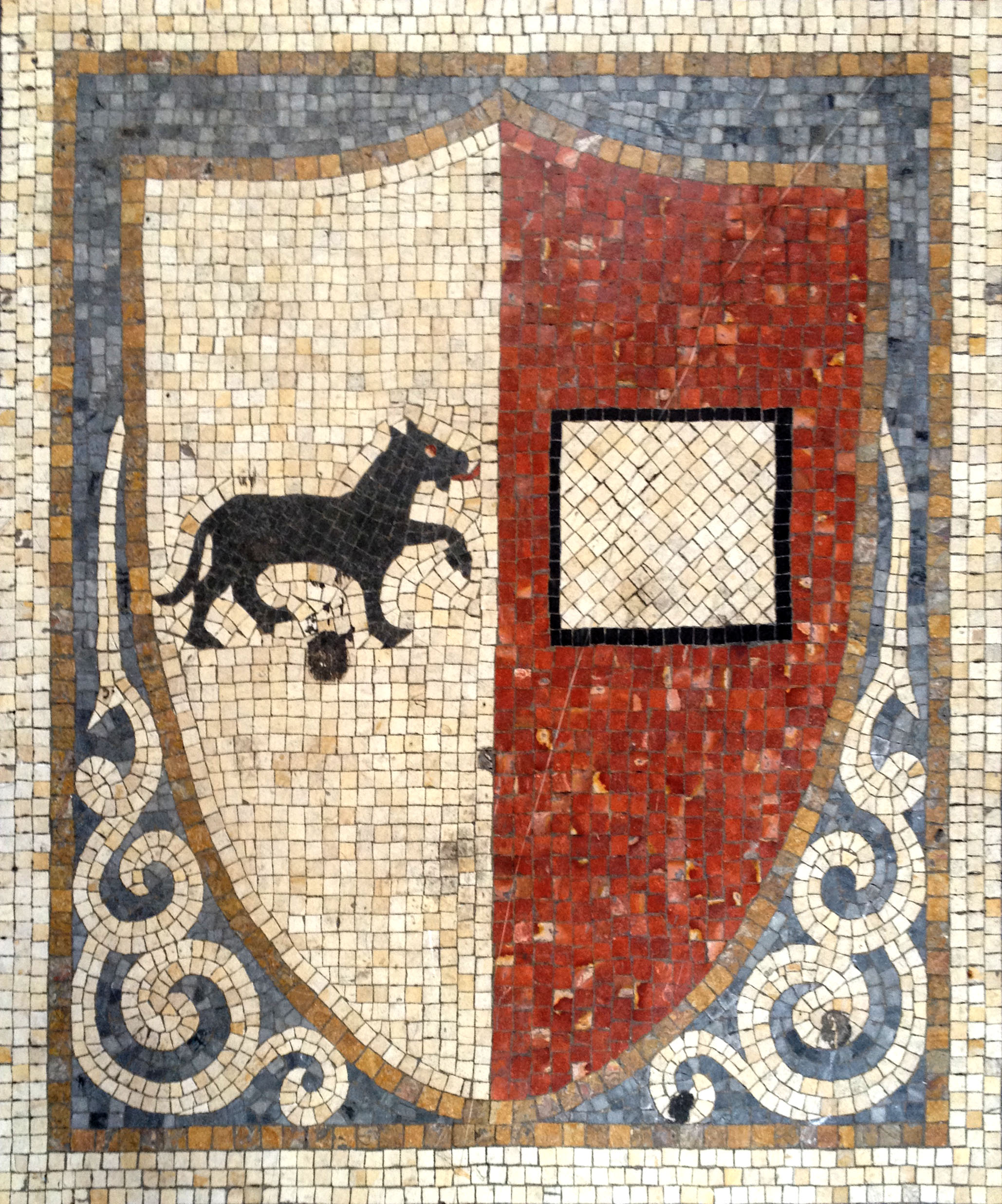
نشان تاریخی شهر پیاچنتسا در امیلیا-رومانیا، ایتالیا
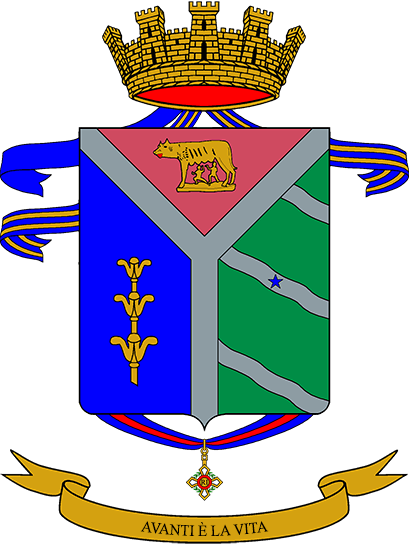
نشان هنگ هشتم مهندسی نیروی زمینی ایتالیا
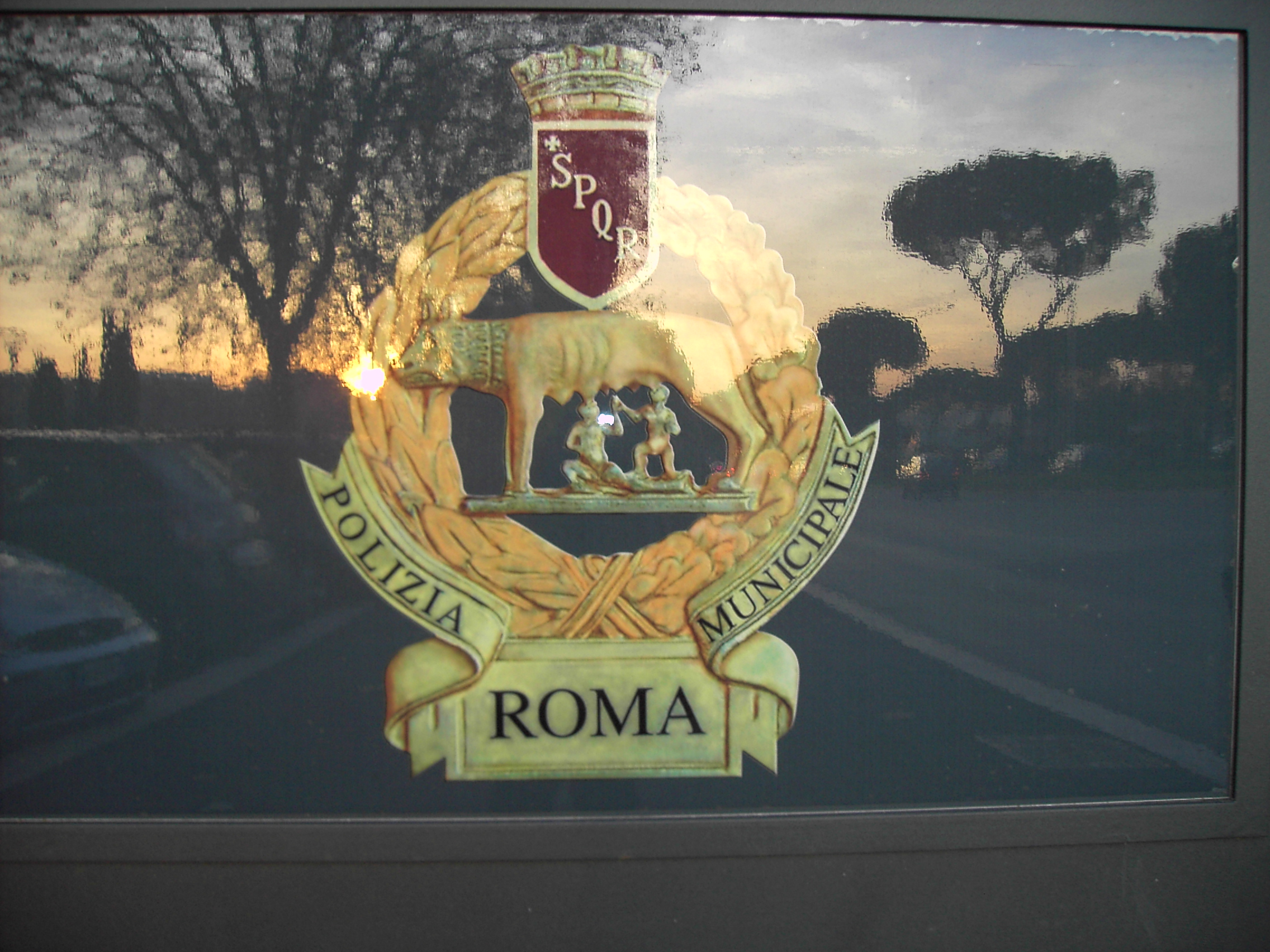
نماد پلیس پایتخت شهرداری رم
بازسازی نشان رم در دورهٔ ناپلئون بناپارت
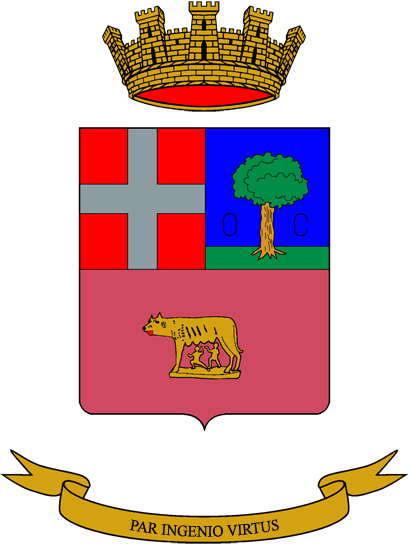
نشان مدرسه مهندسی رزمی نیروی زمینی ایتالیا
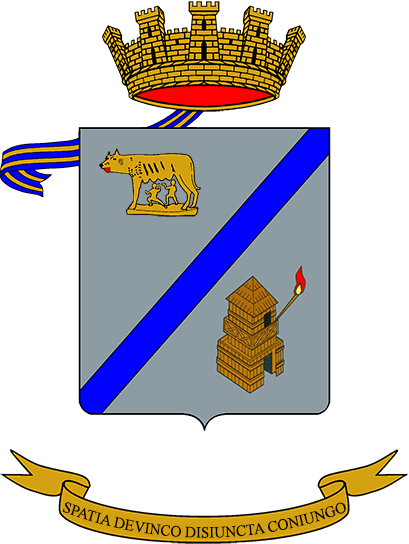
نماد مدرسه ارتباطات ارتش ایتالیا
نشان کمون Villeloin-Coulangé در سانتر-وال دو لوآر، فرانسه

## گرگ ماده سیه‌نا

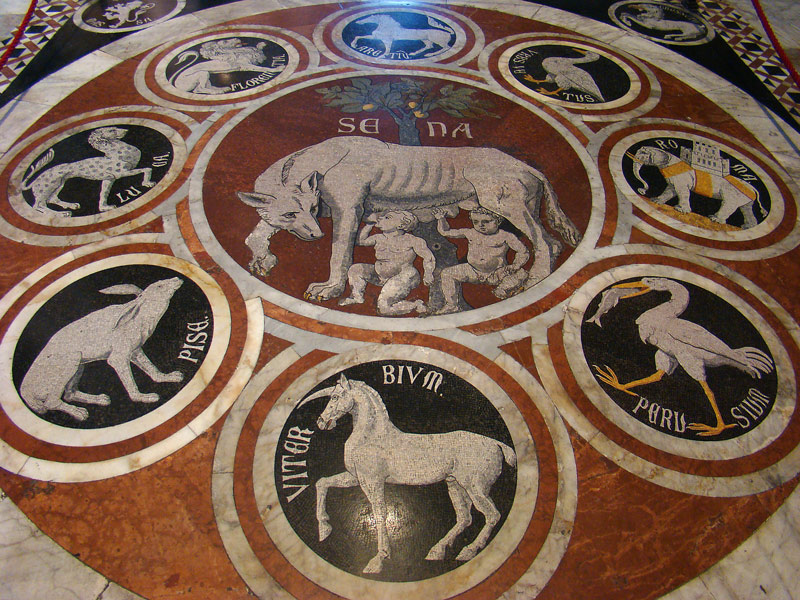
چرخ بخت Ruota della Fortuna عنصر مرکزی کف‌موزاییکی کلیسای جامع سیه‌نا (حدود ۱۳۷۲ میلادی)

### سکه‌ها و اسکناس‌ها

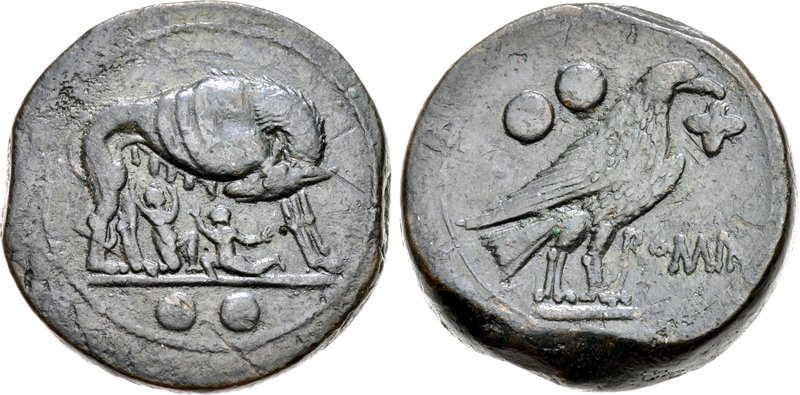
سکستانس از حدود ۲۱۵ پیش از میلاد
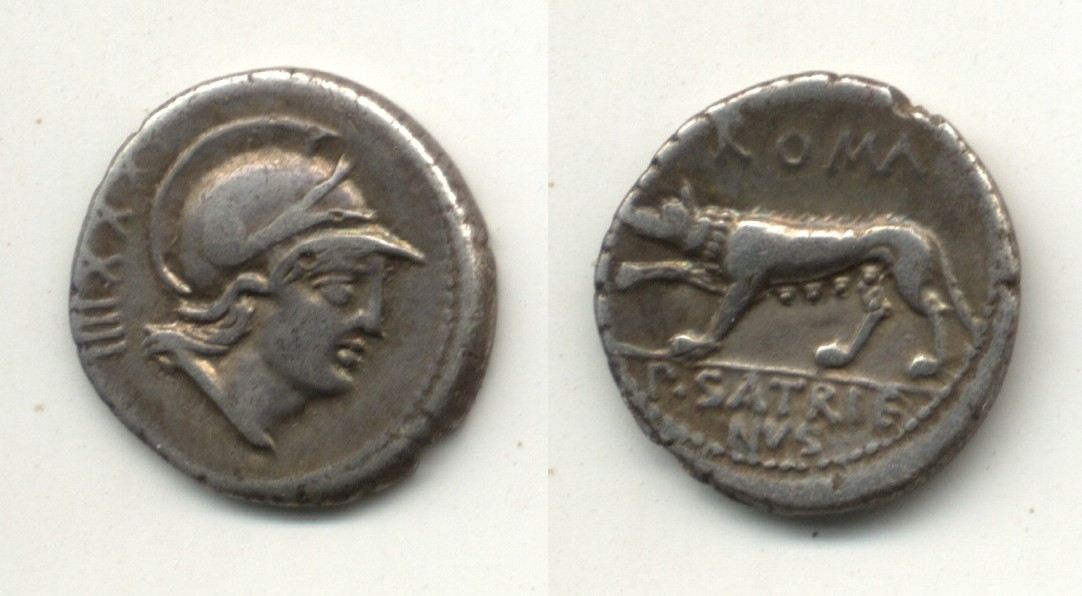
گرگ ماده بر روی سکه‌ای از حدود ۷۷ پیش از میلاد. سوی دیگر آن سر مارس است.
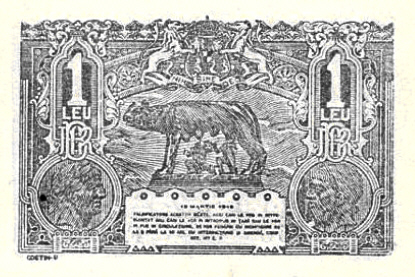
اسکناس ۱ لئوی رومانی، سال ۱۹۱۵

## بازنمایی در هنر

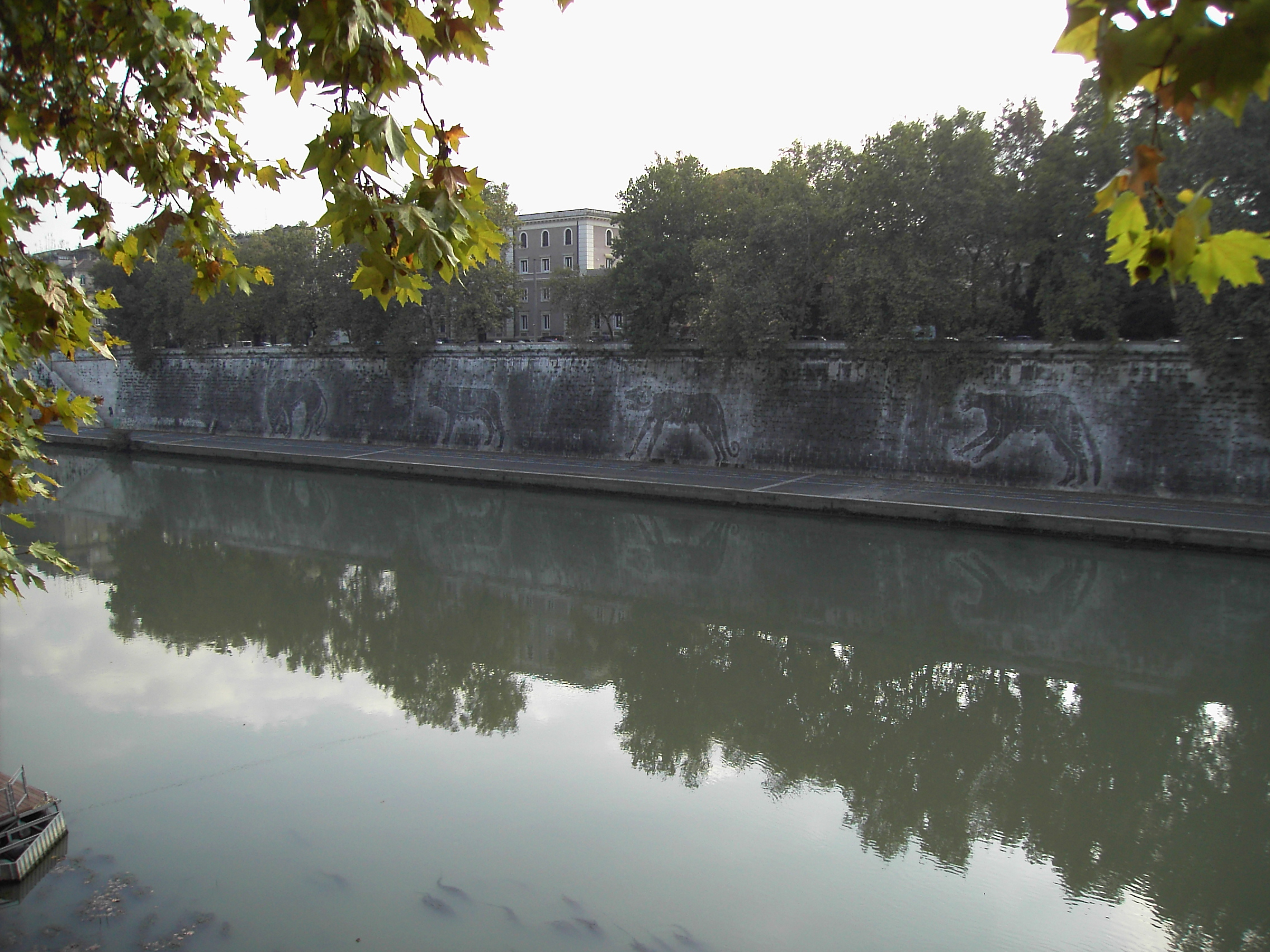
گرگ ماده بر کرانه‌های رود تیبر

### دیرینه‌روزگار

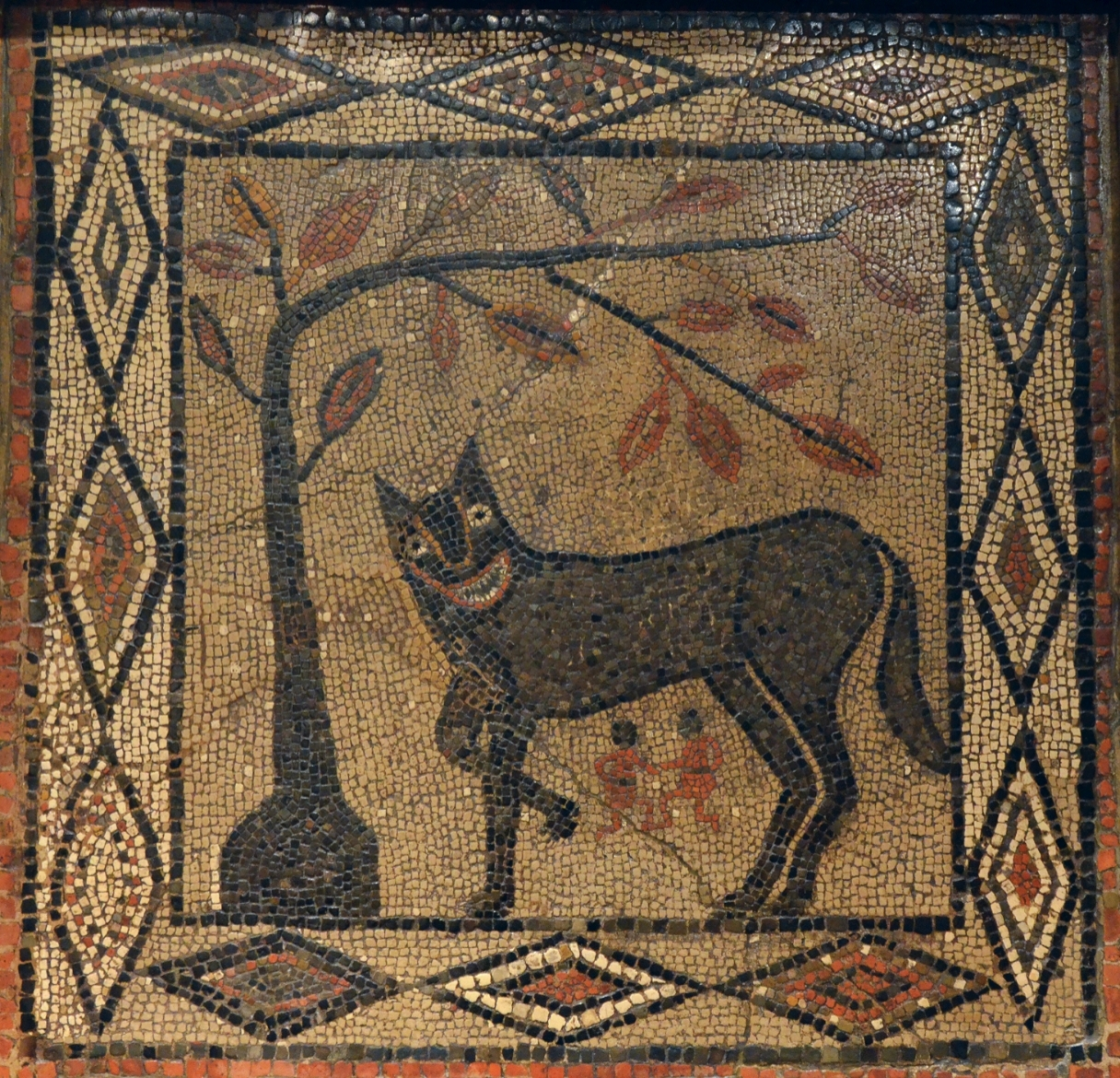
موزاییکی از گرگ ماده همراه با رومولوس و رموس، از آلدبورو (حدود ۳۰۰ میلادی)، موزه شهر لیدز

### سده‌های میانه

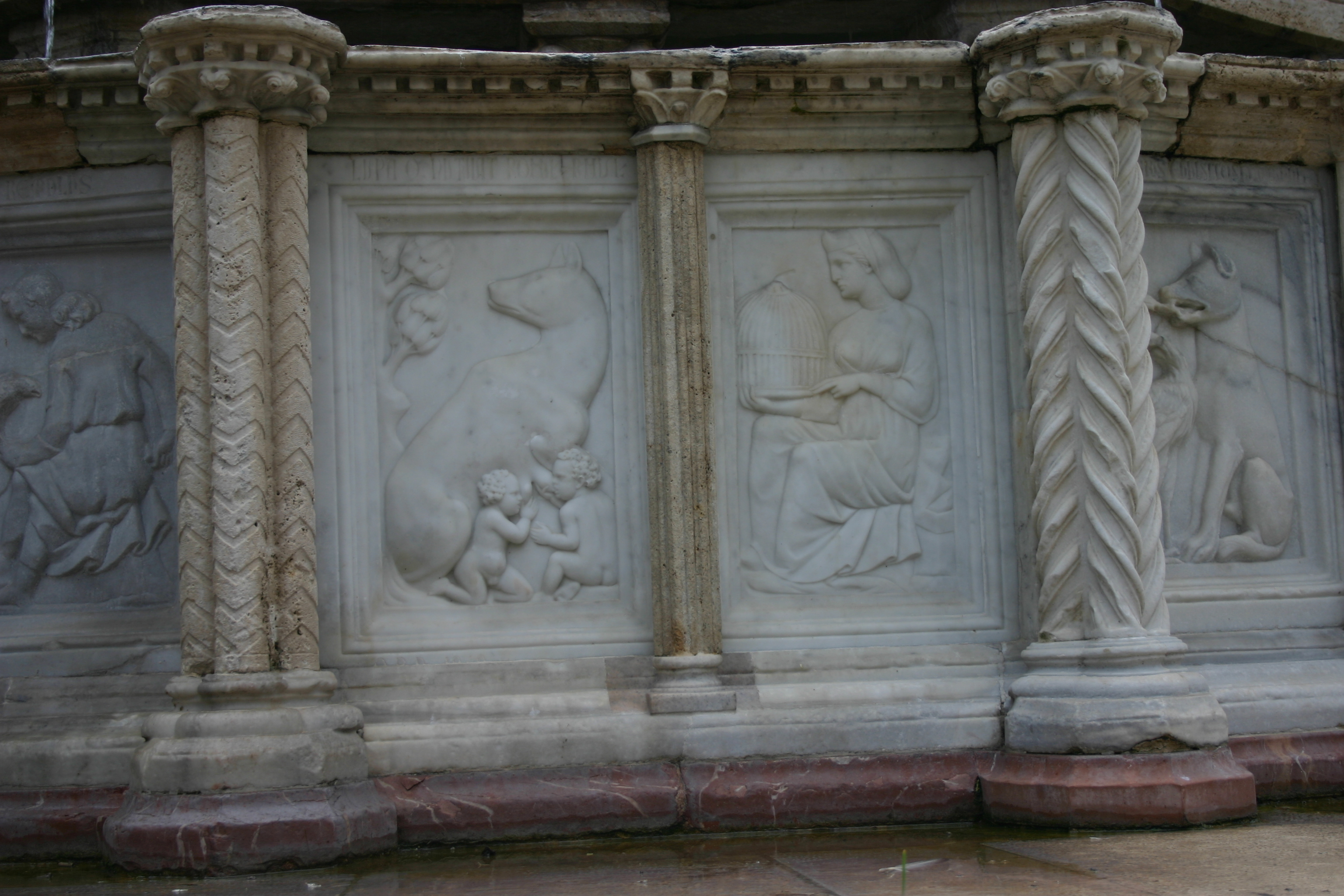
رونوشت فوارهٔ ماجورهٔ پروجا، اثر نیکولا پیزانو و جووانی پیزانو (۱۲۷۵)، عکس از G. Dall'Orto (۵ اوت ۲۰۰۶)
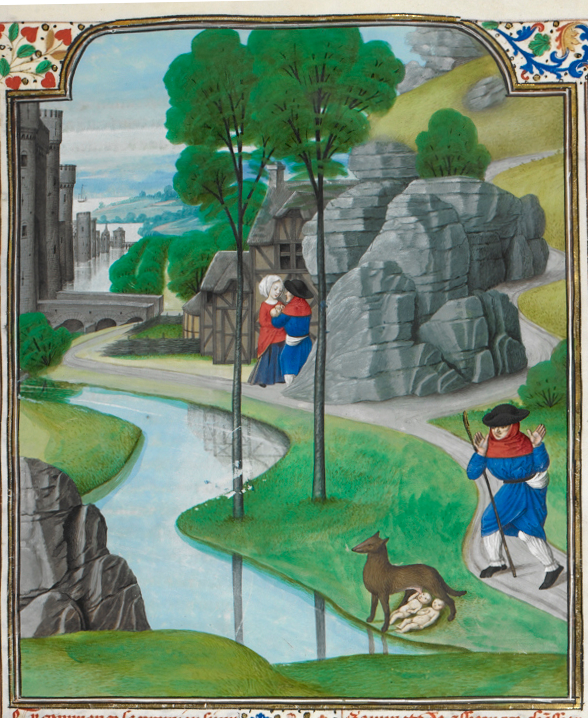
از Romuleon، یک نسخهٔ خطی نگارگری‌شده (کتابخانه بریتانیا، ۱۴۸۰)

### رنسانس

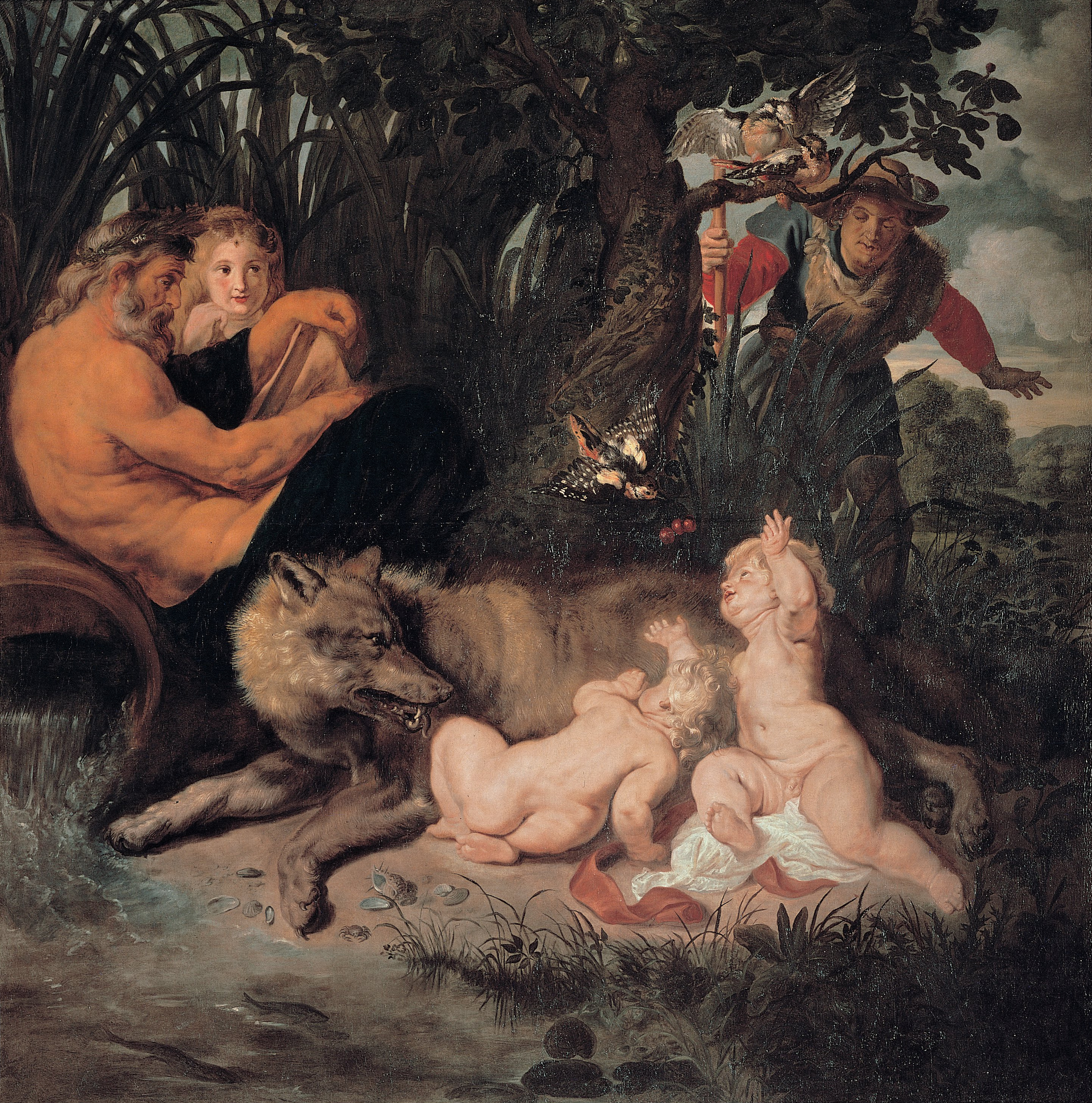
رومولوس و رموس اثر پیتر پل روبنس (۱۶۱۶)
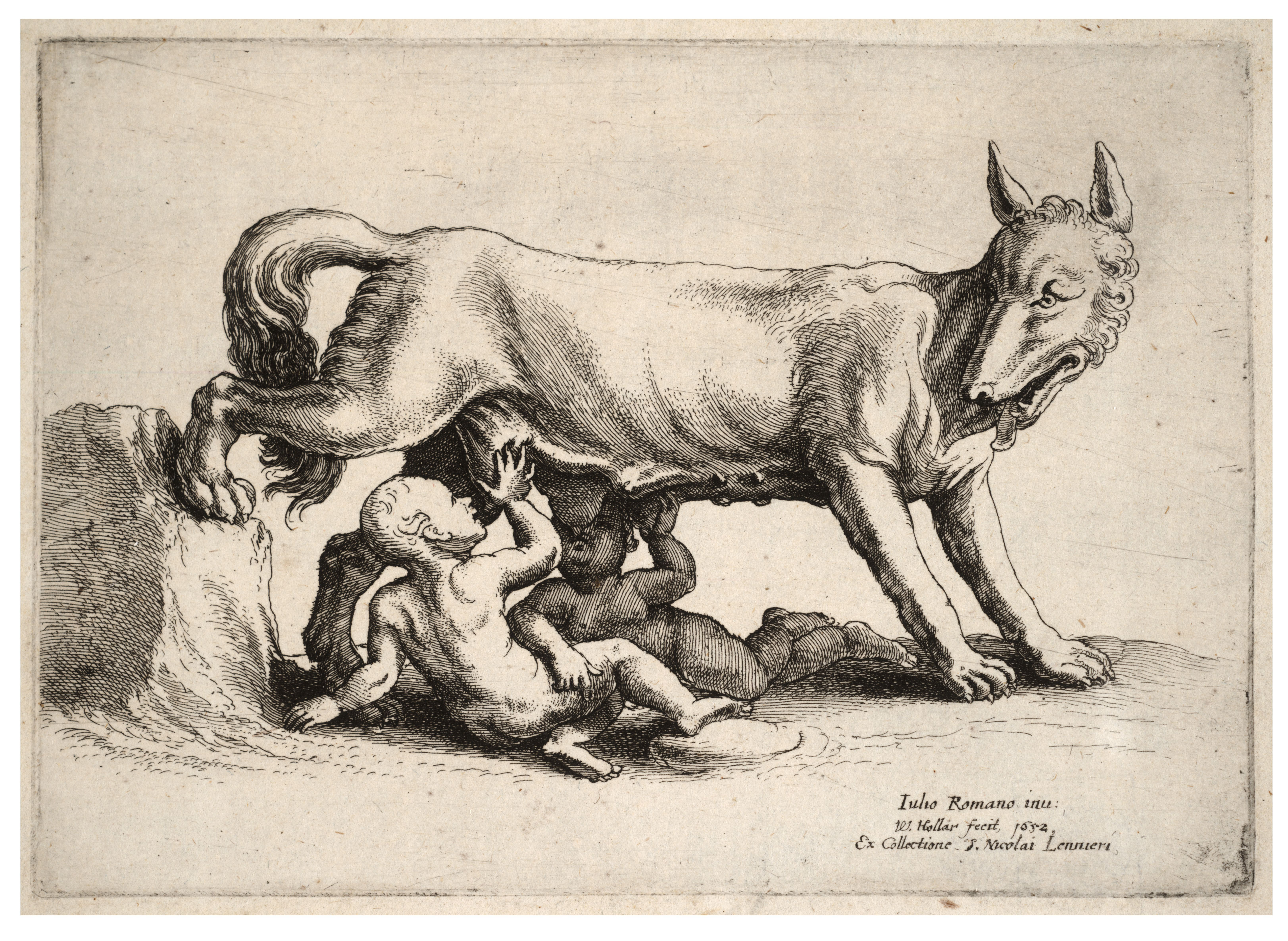
رومولوس و رموس اثر Wenceslas Hollar، برگرفته از اثر جولیو رومانو (سدهٔ ۱۶)
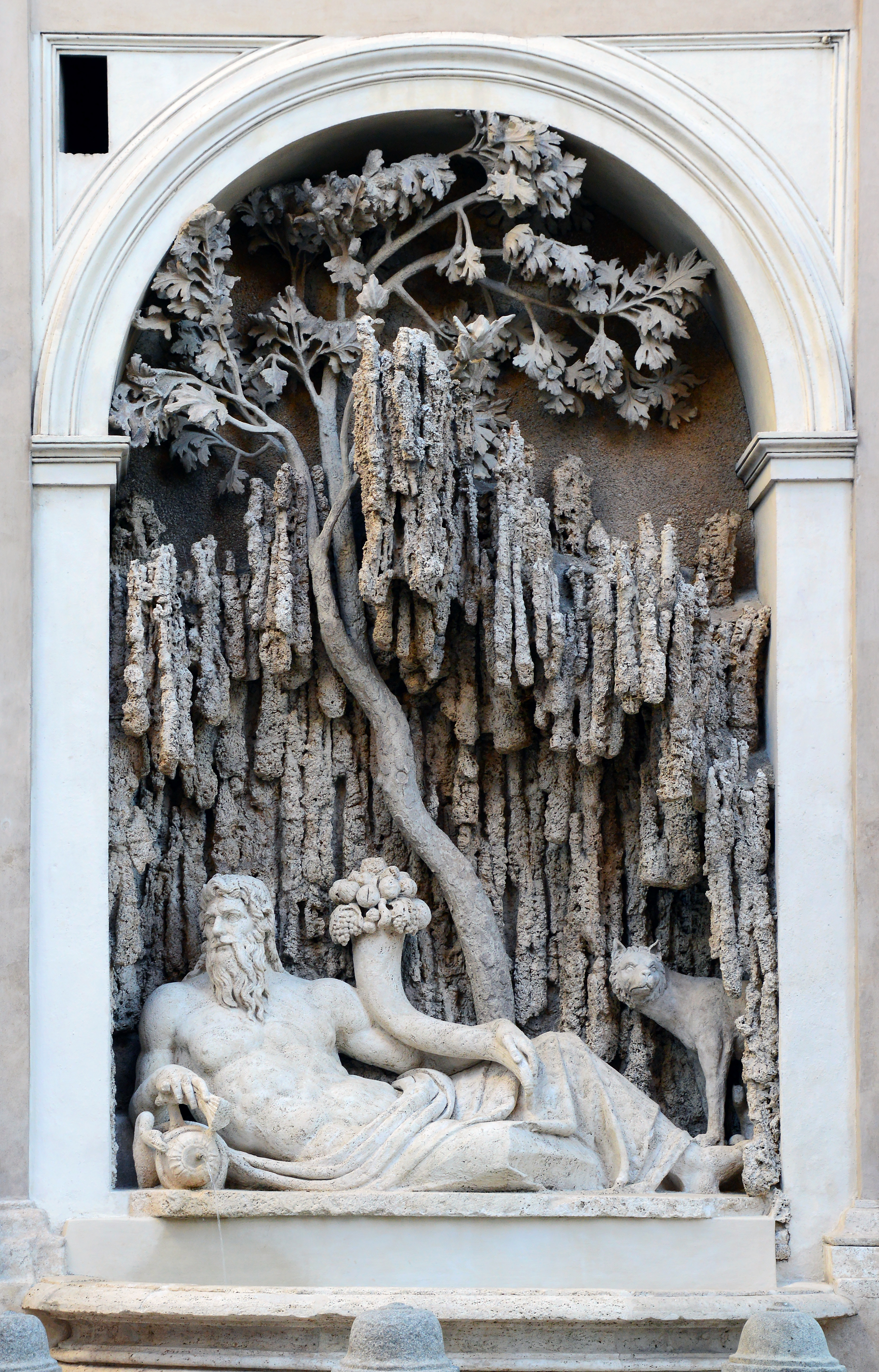
رود تیبر از Quattro Fontane اثر Muzio Mattei و دومنیکو فونتانا (اواخر سده ۱۶ میلادی). گرگ ماده در پشت تیبرینوس در سمت راست دیده می‌شود.

### قرون هجدهم تا بیستم

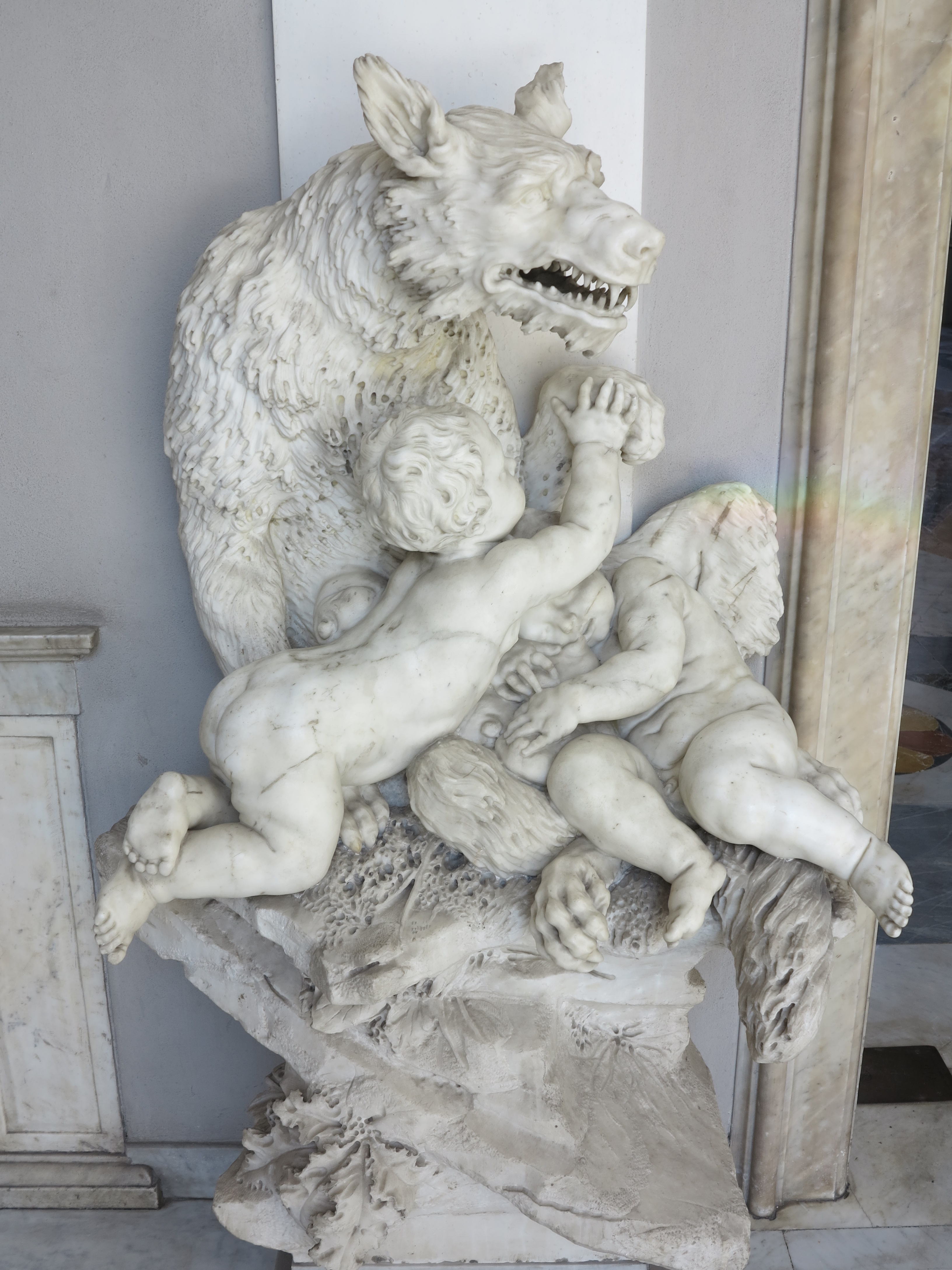
گرگ ماده با رومولوس و رموس اثر Domenico Parodi و Francesco Biggi (1874)
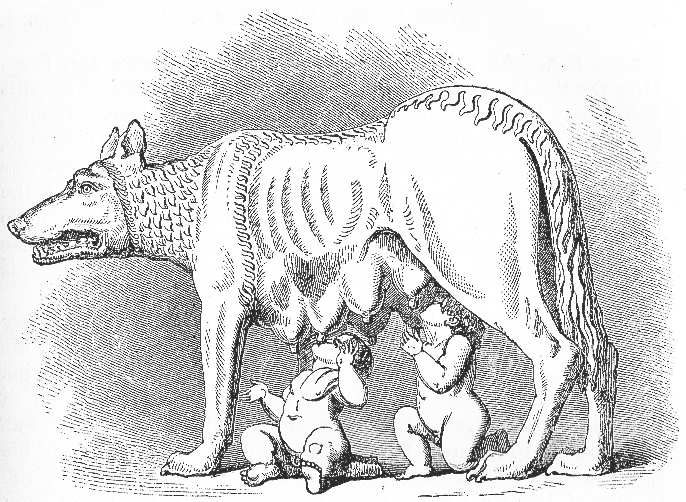
اسکن‌شده از «تاریخ رم» (۱۸۶۰)، نوشتهٔ هنری لیدل (۶ فوریه ۱۸۱۱ – ۱۸ ژانویه ۱۸۹۸)، با تصویرگری جان گاردنر ویلکینسون (۵ اکتبر ۱۷۹۷ – ۲۹ اکتبر ۱۸۷۵). اسکن توسط Man vyi
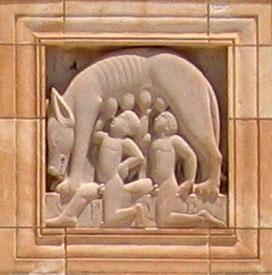
رومولوس و رموس از مجموعهٔ "ده قبیله"، پیکرتراش: اریک گیل، عکس از David Ozeransky (1932)
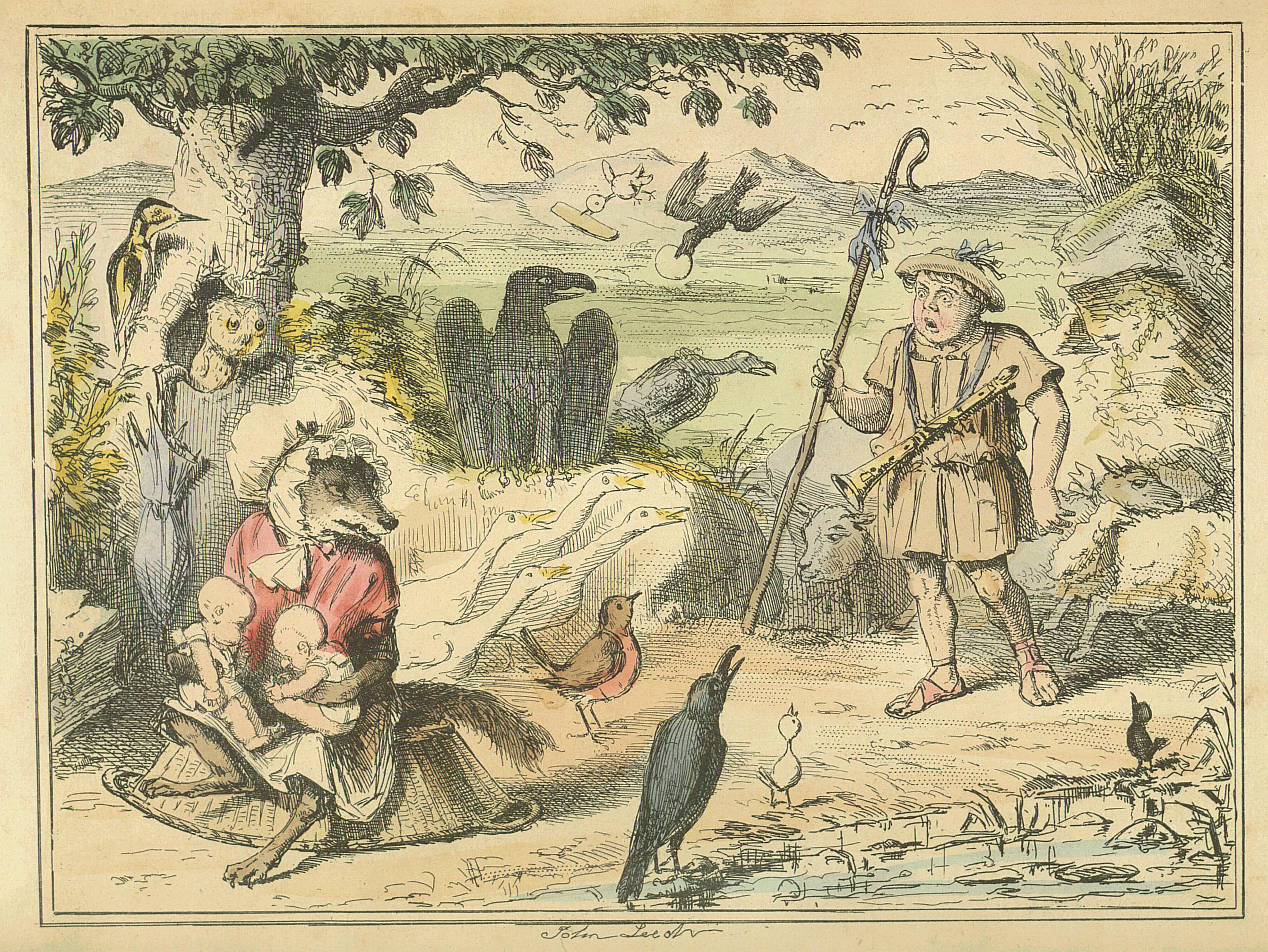
تاریخ طنزآمیز رم - جدول ۰۱، نمایانگر گرگ ماده‌ای زنانه و پیکوس، دارکوبی در بالا. اثر جان لیچ (حدود ۱۸۵۰)